# Stobaera nigripennis
Stobaera nigripennis är en insektsart som beskrevs av Crawford 1914. Stobaera nigripennis ingår i släktet Stobaera och familjen sporrstritar. Inga underarter finns listade i Catalogue of Life.